# Noravan (Armavir)
Noravan (in armeno Նորավան?) è un comune dell'Armenia di 1 182 abitanti (2009) della provincia di Armavir.